# Jorge Argüelles Victorero
Jorge Arturo Argüelles Victorero es un político mexicano, miembro del Movimiento Regeneración Nacional. Fue diputado federal desde 2018 a 2021.
A partir del 4 de abril de 2023 es Cónsul de México en Douglas, Arizona, EUA.

## Biografía
Jorge Argüelles es abogado, inicialmente fue miembro del Partido Revolucionario Institucional, en el que ocupó numerosos cargos en su estructura nacional y en el estado de Morelos, entre los que estuvieron subsecretario de operación política del Comité Ejecutivo Nacional de 2015 a 2016 y secretario de operación política en el comité estatal en Morelos en 2017, fue además consejero político estatal y nacional, así como asesor en diversas áreas.
En 2018 renunció a su militancia en el PRI y fue postulado por la coalición Juntos Haremos Historia como candidato a diputado federal por el Distrito 4 de Morelos. Resultando electo a la LXIV Legislatura de ese año al de 2021. 
En la Cámara de Diputados se integró en la bancada del Partido Encuentro Social, y se desempeña como secretario de la comisión de Marina e integrante de la comisión de Protección Civil y Prevención de Desastres y de la comisión de Vigilancia de la Auditoría Superior de la Federación.
El 27 de julio de 2019 fue nombrado coordinador parlamentario de la bancanda del PES, en sustitución de la diputada Olga Juliana Elizondo Guerra.
A partir del 4 de abril de 2023, funge como Cónsul Titular del Consulado de México en Douglas, Arizona, cuyo nombramiento fue aprobado el 6 de diciembre de 2022, con el propósito de reforzar la defensa y atención de la comunidad mexicana en América del Norte y mantener la buena cooperación de las autoridades de la región.